# Bharatiya Janata Party
Bharatiya Janata Party, BJP (hindi: भारतीय जनता पार्टी), på svenska även Indiska folkpartiet, är ett konservativt politiskt parti i Indien, vid regeringsmakten i landet 1998–2004 och återigen från 2014. Det är det klart största partiet i valalliansen National Democratic Alliance.
Partiet betecknas som moderat hindunationalistiskt vilket skiljer det ideologiskt från Kongresspartiet, Indiens traditionella maktparti, som sedan statens grundande 1947 varit sekulärt och dessutom socialistiskt inriktat. Hos BJP definieras dock hindutva i politiska och inte religiösa termer, och partiföreträdare menar därför att BJP självt också är ett sekulärt parti.

## Historia

### Bakgrund
Dagens BJP har anor som sträcker sig tillbaka till 1951 då hindunationalistiska Bharatiya Jana Sangh grundades av Syama Prasad Mookerjee som opposition mot det styrande Kongresspartiets sekulära politik. Bharatiya Jana Sangh uppfattades av många som den politiska grenen av den hindunationalistiska frivilligorganisationen Rashtriya Swayamsevak Sangh som ansåg sig försvara landets hinduiska identitet mot muslimer, grannlandet Pakistan och den strikt sekuläre premiärministern Jawaharlal Nehru. 1952 vann Bharatiya Jana Sangh endast tre mandat i Lok Sabha, underhuset, och hade en marginell parlamentarisk närvaro fram till delstatsvalen 1967 då man i samarbete med andra partier kunde överta åtskilliga delstatsregeringar. Som del av valallianser kunde man dock inte utföra de mest radikala punkterna på partiets agenda.
1975 utlyste premiärminister Indira Gandhi undantagstillstånd och närmast avskaffade demokratin i landet varpå massprotester utbröt där bland andra hindunationalisterna deltog. Inför parlamentsvalet 1977 bildades ett omfattande oppositionssamarbete riktat mot premiärministern mellan alltifrån vänsterradikala till djupt konservativa vilket resulterade i Janata Party. I detta nya, stora oppositionsparti uppgick också Bharatiya Jana Sangh. Den brokiga skara partier från hela den politiska skalan som utgjorde Janata Party vann valet överlägset men därefter visade sig de oöverkomliga ideologiska skillnaderna och redan 1980 splittrades partiet och nyval hölls.

### Bildandet av BJP
Ett av de många partier som bildades ur Janata Party var efterträdaren till det gamla hindunationalistiska Bharatiya Jana Sangh, nämligen Bharatiya Janata Party. Partiföreträdare anser att BJP utgör en direkt fortsättning på Bharatiya Jana Sangh, som formellt försvann vid sammanslagningen med Janata Party 1977. Enligt detta synsätt är Syama Prasad Mookerjee ursprunglig partigrundare, och BJP uppstod då egentligen 1951 och inte vid Janata Partys upplösning 1980 som var det år ett stort hindunationalistiskt parti åter existerade i indisk politik. Den religiösa våldsvågen som skakade flera delar av Indien under 1980-talet ledde till ökat stöd för radikala hindunationalister, men BJP under partiordföranden Atal Bihari Vajpayee försökte istället tona ner den radikala nationalismen för att locka fler väljare. I parlamentsvalet 1984 vann partiet trots det bara två mandat i underhuset.

### Hindutvarörelsen
Den moderat hindunationalistiska politikens misslyckande ledde till ett ideologiskt skifte och 1984 blev L K Advani, med bakgrund i den mer hårdföra organisationen Rashtriya Swayamsevak Sangh, BJP:s nye partiordförande. Hinduisk fundamentalism hamnade nu högt på agendan för partiet och när den hindunationalistiska gruppen Vishwa Hindu Parishad började hetsa för att 1500-talsmoskén Babri Masjid skulle rivas, då den ansågs ha byggts på ruinerna av ett ännu äldre hinduiskt tempel som markerade guden Ramas födelseplats, ställde sig BJP bakom kampanjen. Det hela utgjorde en viktig del av partiets egen nationella valkampanj. I 1989 års parlamentsval vann partiet 85 mandat i underhuset och blev centralt stödparti för V P Singhs koalitionsregering.
Efter att ha mött motstånd från myndigheterna som hösten 1990 ledde till åtskilliga dödsoffer i urartade upplopp gällande kampanjen för att riva moskén drog BJP tillbaka stödet för regeringen och i nyvalet 1990 erhöll man 120 mandat i underhuset samt egen majoritet i Uttar Pradesh delstatsparlament. 6 december 1992 gick anhängare till Rashtriya Swayamsevak Sangh, Vishwa Hindu Parishad samt BJP till anfall mot Babri Masjid och i kaoset jämnades byggnaden med marken. Därpå följde veckor av religiöst våld i landet där över 2000 människor dödades. Åtskilliga högt uppsatta partifunktionärer arresterades för att ha hetsat till attack mot moskén, inklusive L K Advani själv.

### Regeringsparti 1998-2004

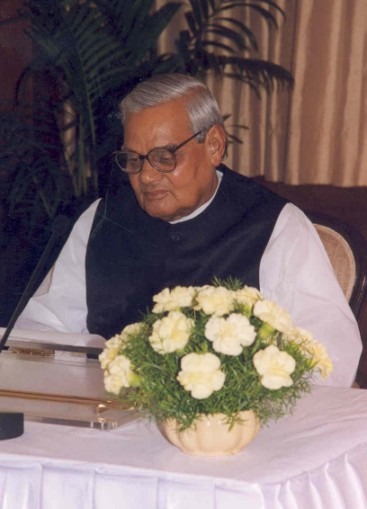
A P Vajpayee, BJP:s förste premiärminister.

1998 vann BJP som del av den brokigt sammansatta valalliansen National Democratic Alliance en majoritet i underhuset och BJP blev ledande parti i regeringsställning. Året efter sprack koalitionen och nyval hölls där partiet gjorde ännu bättre ifrån sig och kunde regera en hel mandatperiod 1999-2004. Bland annat genomförde man nyliberala ekonomiska reformer och en kraftfullare försvarspolitik. Partiet uppmärksammades även internationellt efter de religiösa upploppen i delstaten Gujarat år 2002 där mellan 1 000 och 2 000 invånare dödades. 2004 förlorade man parlamentsvalet till oppositionsalliansen United Progressive Alliance.

### Opposition och valseger 2014
BJP gick kraftigt bakåt från 186 till 116 mandat i underhuset efter parlamentsvalet 2009. I parlamentsvalet 2014 vann partiet istället en jordskredsseger över Kongresspartiet med allierade och erhöll 282 mandat, en egen majoritet i underhuset, och tillsammans med övriga partier i National Democratic Alliance sammanlagt 336 mandat. BJP:s gruppledare i underhuset, Narendra Modi, tillträdde som premiärminister, den andre från BJP efter A P Vajpayee.

## Ideologi och politisk plattform
Förklaringen till att BJP och andra nya partier tagit många väljare från Kongresspartiet kan förklaras dels med nationalistiska strömningar men framförallt av korruptionen bland Kongresspartiets företrädare i hela landet. Huvudskälet till att BJP sedan förlorade regeringsmakten 2004, tros i första hand vara partiets svårigheter att presentera en trovärdig fördelningspolitik och svårigheter att åstadkomma en ekonomisk tillväxt i hela landet.

## BJP på delstatsnivå

### Delstater under BJP-styre
| Nr | Delstat/territorium | Chefsminister         | Styrande parti         | Tillträdde       | Mandat i delstatsparlament |
| -- | ------------------- | --------------------- | ---------------------- | ---------------- | -------------------------- |
| 1  | Chhattisgarh        | Raman Singh           | Bharatiya Janata Party | 7 december 2003  | 49/90                      |
| 2  | Goa                 | Manohar Parrikar      | Bharatiya Janata Party | 9 mars 2012      | 24/40                      |
| 3  | Gujarat             | Anandiben Patel       | Bharatiya Janata Party | 22 maj 2014      | 115/182                    |
| 4  | Madhya Pradesh      | Shivraj Singh Chouhan | Bharatiya Janata Party | 29 november 2005 | 185/230                    |
| 5  | Rajasthan           | Vasundhara Raje       | Bharatiya Janata Party | 13 december 2013 | 163/200                    |

### Delstater där BJP sitter i koalitionsregering
| Nr | Delstat/territorium | Chefsminister | Styrande parti          | Tillträdde  | Mandat i delstatsparlament |
| -- | ------------------- | ------------- | ----------------------- | ----------- | -------------------------- |
| 6  | Nagaland            | T. R. Zeliang | Nagaland People's Front | 24 maj 2014 | 38/60                      |

## Partiledare
- Atal Bihari Vajpayee 1980–1986
- Lal Krishna Advani 1986–1991
- Murli Manohar Joshi 1991–1993
- Lal Krishna Advani 1993–1998
- Kushabhau Thakre 1998–2000
- Bangaru Laxman 2000–2001
- K Jana Krishnamurthy 2001–2002
- Venkaiah Naidu 2002–2004
- Lal Krishna Advani 2004–2006
- Rajnath Singh 2006–2009
- Nitin Gadkari 2009–2013
- Rajnath Singh 2013–2014
- Amit Shah 2014–